# Ennersbacher Moor
Das Naturschutzgebiet Ennersbacher Moor befindet sich auf dem Gebiet der Gemeinde Dachsberg (Südschwarzwald) im Landkreis Waldshut.

## Kenndaten
Das Naturschutzgebiet wurde mit Verordnung des Regierungspräsidiums Freiburg vom 21. Dezember 1990 ausgewiesen und hat eine Größe von 20,0181 Hektar. Es wird unter der Schutzgebietsnummer 3.176 geführt. Der CDDA-Code für das Naturschutzgebiet lautet 162956 und entspricht der WDPA-ID.

## Lage und Beschreibung
Das Naturschutzgebiet Ennersbacher Moor befindet sich auf dem Gebiet der Gemeinde Dachsberg (Südschwarzwald) auf der Gemarkung Wolpadingen mit einer Gesamtgröße von rund 20 ha.
Das Naturschutzgebiet beinhaltet Hochmoor- und Flachmoorbereiche sowie Teile der angrenzenden Wälder als Lebensraum seltener und gefährdeter Tier- und Pflanzenarten.
Das Gebiet umfasst zwei unterschiedlich ausgeprägte Vegetationsbereiche:
- Zum einen das eigentliche Ennersbach- oder Dachsbergmoor im Süden, bei dem es sich um ein Hochmoor mit Moorrandwäldern handelt,
- zum anderen den sich nördlich davon anschließenden, nach Nordwesten ziehenden Taleinschnitt der „Unteren Langwies“ und „Langwies“ mit Flachmoorcharakter.

Die Moorbereiche im Naturschutzgebiet Ennersbacher Moor weisen eine auch im moorreichen Hotzenwald nur selten anzutreffende Fülle verschiedener intakter Pflanzengesellschaften auf. Das Spektrum reicht von Niedermoorgesellschaften teils basenreicher, teils basenarmer Standorte über nasse, schlenkenreiche Zwischenmoorbildungen zum Spirkenhochmoor, das in seinen zentralen Teilen als reines Regenwassermoor anzusehen ist.

## Schutzzweck
Wesentlicher Schutzzweck ist die Erhaltung eines Hochmoores, von Flachmoorbereichen sowie von Teilen der direkt angrenzenden Wälder mit Vorkommen seltener und gefährdeter Tier- und Pflanzenarten und deren Lebensgemeinschaften.

## Arteninventar
Im Naturschutzgebiet Ennersbacher Moor wurden folgende Arten erfasst:
- Höhere Pflanzen/Farne

Andromeda polifolia (Rosmarinheide), Arnica montana (Berg-Wohlverleih), Carex davalliana (Davalls Segge), Carex echinata (Stern-Segge), Carex flava agg. (Artengruppe Gelbsegge), Carex lasiocarpa (Faden-Segge), Carex limosa (Schlamm-Segge), Carex pauciflora (Wenigblütige Segge), Carex rostrata (Schnabel-Segge), Cicerbita alpina (Alpen-Milchlattich), Dactylorhiza maculata agg. (Artengruppe Geflecktes Knabenkraut), Dactylorhiza majalis agg. (Artengruppe Breitblättriges Knabenkraut), Drosera rotundifolia (Rundblättriger Sonnentau), Epilobium palustre (Sumpf-Weidenröschen), Epipactis palustris (Sumpf-Stendelwurz), Epipogium aphyllum (Widerbart), Eriophorum angustifolium (Schmalblättriges Wollgras), Eriophorum latifolium (Breitblättriges Wollgras), Eriophorum vaginatum (Moor-Wollgras), Galium uliginosum (Moor-Labkraut), Listera cordata (Herz-Zweiblatt), Lycopodium annotinum (Sprossender Bärlapp), Menyanthes trifoliata (Fieberklee), Nardus stricta (Borstgras), Orthilia secunda (Nickendes Wintergrün), Parnassia palustris (Herzblatt), Platanthera bifolia (Weiße Waldhyazinthe), Platanthera chlorantha (Berg-Waldhyazinthe), Potentilla palustris (Blutauge), Rhynchospora alba (Weiße Schnabelsimse), Sparganium angustifolium (Schmalblättriger Igelkolben), Trichophorum cespitosum agg. (Artengruppe Rasenbinse), Trollius europaeus (Trollblume), Utricularia minor agg. (Artengruppe Kleiner Wasserschlauch), Vaccinium oxycoccos agg. (Artengruppe Moosbeere), Vaccinium uliginosum (Gewöhnliche Moorbeere), Vaccinium vitis-idaea (Preiselbeere), Viola palustris (Sumpf-Veilchen)
- Amphibien

Rana temporaria (Grasfrosch)
- Libellen

Aeshna cyanea (Blaugrüne Mosaikjungfer), Aeshna juncea (Torf-Mosaikjungfer), Cordulegaster boltonii (Zweigestreifte Quelljungfer), Libellula depressa (Plattbauch), Somatochlora alpestris (Alpen-Smaragdlibelle), Somatochlora arctica (Arktische Smaragdlibelle)
- Reptilien

Lacerta vivipara (Waldeidechse)
- Schmetterlinge

Boloria aquilonaris (Hochmoor-Perlmuttfalter), Brenthis ino (Mädesüß-Perlmuttfalter), Boloria selene (Braunfleckiger Perlmuttfalter), Colias palaeno (Hochmoor-Gelbling), Erebia ligea (Weißbindiger Mohrenfalter), Fabriciana adippe (Feuriger Perlmuttfalter), Melanargia galathea (Schachbrett), Mellicta athalia (Wachtelweizen-Scheckenfalter)
- Spinnentiere

Argyroneta aquatica (Wasserspinne)
- Vögel

Tetrao urogallus (Auerhuhn)